# غرانت (مقاطعة دان)
غرانت، مقاطعة دان (بالإنجليزية: Grant, Dunn County, Wisconsin)‏ هي بلدة تقع بولاية ويسكونسن في الولايات المتحدة. تبلغ مساحتها 96.7 (كم²)، وترتفع عن سطح البحر 294 م، بلغ عدد سكانها 426 نسمة في عام 2000 حسب إحصاء مكتب تعداد الولايات المتحدة وتصل الكثافة السكانية فيها 4.5 نسمة/كم2.

## وصلات خارجية
- The US50 - Cities and Towns in Wisconsin State
- Wisconsin Cities and Towns, Facts, Map, Flag, Colleges, Government, and More